# Зауэрфлайш

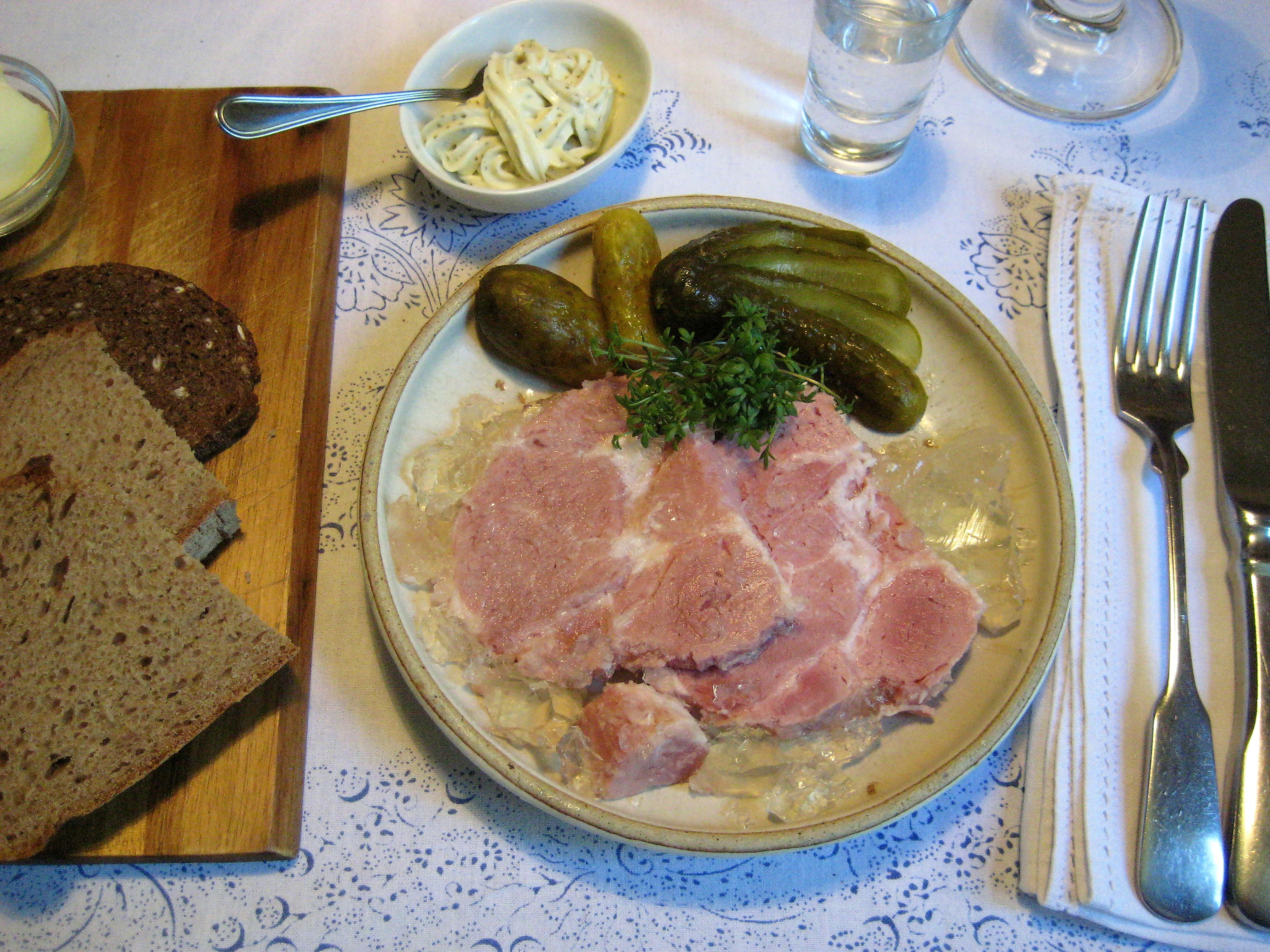
Зауэрфлайш по-гольштейнски, сервированный с маринованными огурцами и ремуладом

За́уэрфлайш (нем. Sauerfleisch — букв. «кислое мясо») — мясное блюдо в немецкой и австрийской кухне из жирной свинины с кисловатым вкусом, который достигается за счёт уксуса или белого вина.
Для зауэрфлайша подходит свинина с жировыми прослойками и соединительной тканью, обычно это пашина, шея, рулька и ножки. Зауэрфлайш по традиции готовили после забоя свиньи для консервации запасов мяса. Мясо для зауэрфлайша отваривают в бульоне или воде с добавлением уксуса и пряностей и оставляют охлаждаться в кастрюле. Из пряностей добавляют соль, сахар, гвоздику, лавровый лист, пименту и горчичное семя. Иногда в бульон добавляют репчатый лук и корнеплоды. Растворившийся коллаген желирует жидкость, и зауэрфлайш застывает так, что его можно резать ломтями. Зауэрфлайш сервируют с жареным картофелем или картофельным салатом, а также ремуладом.
Наиболее известные региональные рецепты «кислого мяса» — зауэрфлайш по-гольштейнски, который созревает и хранится в стеклянных банках для консервирования, а также рейнский говяжий зауэрфлайш в желе из постной говядины с маринадом из яблочных долек и изюма с применением желатина.